# Gozzo (anatomia)
1. Pulcino di fenicottero maggiore nutrito con latte di gozzo allo zoo di Basilea;
2. Piccione, insieme al suo pulcino, noto per la produzione di latte del gozzo;
3. Particolare di un'illustrazione di anatomia degli uccelli (il gozzo è indicato dal numero 4);
4. Due esemplari di caicco ventrebianco con il gozzo ingrossato dopo aver nutrito i pulcini.

In anatomia degli uccelli, il gozzo è una porzione del tratto alimentare di alcuni animali.
Si ritrova in varie specie di animali fra cui uccelli, gasteropodi e insetti; situato nei pressi dell'esofago, sotto il becco negli uccelli, viene utilizzato come magazzino del cibo prima dell'inizio della digestione. Nel gozzo dei piccioni è contenuto il latte, utilizzato nella nutrizione dei pulcini.

## Uccelli
Nel sistema digestivo degli uccelli, il gozzo è una sacca muscolare espansa vicino alla gola o esofago. È una parte del tratto digestivo, essenzialmente un'area ingrandita dell'esofago. Come nella maggior parte degli organismi che possiedono un gozzo, viene usato per immagazzinare temporaneamente il cibo. Non tutte le specie di uccelli ne possiedono uno. Nei colombi e nelle tortore adulte, può produrre latte del gozzo per nutrire i pulcini appena nati.
Gli uccelli spazzini, come gli avvoltoi, si abbuffano quando la preda è abbondante, facendo gonfiare il loro gozzo. Successivamente si siedono, sonnolenti o semi torpidi, per digerire il cibo.
La maggior parte dei rapaci, inclusi falchi, aquile e avvoltoi (come indicato sopra), possiedono un gozzo; tuttavia, i gufi no. Allo stesso modo, tutte le vere quaglie hanno un gozzo, ma le quaglie tridattile no. Galline, tacchini, anatre

e oche

possiedono un gozzo, così come i pappagalli
 
. Anche i piccioni hanno il gozzo; un tipo di razza domestica è persino allevato per esagerare il comportamento tipico di gonfiaggio del gozzo in modo che il gozzo si gonfi come un palloncino.
Alcuni uccelli estinti, come gli Enantiornithes, non avevano il gozzo.

## Insetti
Le api usano il gozzo per immagazzinare temporaneamente il nettare dei fiori. Quando le api "succhiano" il nettare, questo viene immagazzinato nel loro gozzo. 
Anche altri imenotteri usano il gozzo per immagazzinare cibo liquido. Il gozzo negli insetti eusociali, come le formiche, si è specializzato per essere distensibile, e questa specializzazione consente una comunicazione importante tra gli insetti coloniali attraverso la trofallassi. 
Il gozzo si trova nell'intestino anteriore degli insetti.